# ساختمان اداره راه و ترابری قزوین
بنای اداره راه و ترابری در قزوین، خیابان شهرداری جنوب شرقی حیاط اداره راه و ترابری واقع شده و این اثر در تاریخ ۲۵ اسفند ۱۳۷۹ با شمارهٔ ثبت ۳۲۹۴ به‌عنوان یکی از آثار ملی ایران به ثبت رسیده است.